# Quatuor pour la fin du temps

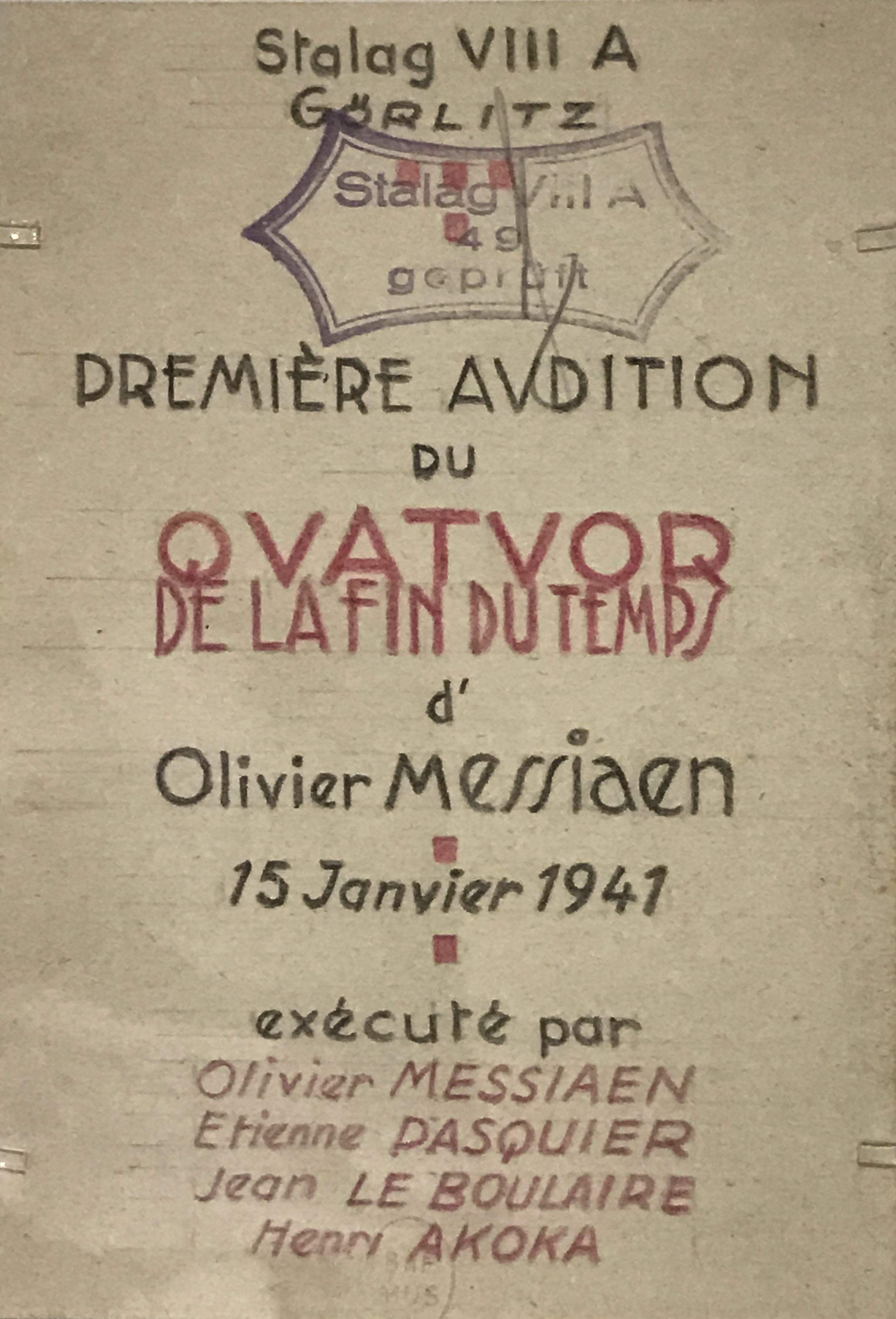
Ankündigung der ersten Aufführung

Das Quatuor pour la fin du temps (deutsch: Quartett für das Ende der Zeit) ist ein achtsätziges kammermusikalisches Werk des französischen Komponisten Olivier Messiaen. Es hat die Besetzung Klarinette, Violine, Violoncello und Klavier, allerdings treten nur in vier Sätzen alle Instrumente auf. Die Aufführungsdauer beträgt etwa 50 Minuten.

## Entstehung und Uraufführung
Messiaen vollendete das Quartett als Insasse des im Görlitzer Stadtteil Moys gelegenen deutschen Kriegsgefangenenlagers Stalag VIII-A Ende 1940/Anfang 1941. Die Lagerkommandanten hatten Messiaen ermöglicht zu komponieren, ihm wurde auch ein Klavier zur Verfügung gestellt; in den Waschräumen wurde geprobt. Die ungewöhnliche Instrumentierung ergab sich aus den im Lager verfügbaren Musikern, dem Klarinettisten Henri Akoka, dem Geiger Jean Le Boulaire und dem Cellisten Étienne Pasquier. Drei Sätze existierten schon vorher: die beiden Louange-Sätze sind Überarbeitungen früherer Werke, Abîme des oiseaux hatte Messiaen in einem Übergangslager in Toul für Henri Akoka geschrieben. Die Uraufführung des kompletten Werkes fand im Lager in Görlitz am 15. Januar 1941 vor ca. 400 Kriegsgefangenen statt, der Komponist selbst übernahm den Klavierpart.
Die französische Erstaufführung gelang bald nach Messiaens Rückkehr nach Paris, am 24. Juni 1941. Neben Étienne Pasquier und Messiaen spielten in dieser Aufführung der Geiger Jean Pasquier und der Klarinettist André Vacellier. Am 15. Mai 1942 erschien das Quartett beim französischen Verlag Durand im Druck.

## Hintergrund
Der Titel des Quartetts und des 2., 6. und 7. Satzes verweisen auf die Offenbarung des Johannes (Kapitel 10, Vers 1–7):
Und ich sah einen andern starken Engel vom Himmel herabkommen, mit einer Wolke bekleidet, und der Regenbogen auf seinem Haupt und sein Antlitz wie die Sonne und seine Füße wie Feuersäulen. […] Und er setzte seinen rechten Fuß auf das Meer und den linken auf die Erde […] Und der Engel, den ich stehen sah auf dem Meer und auf der Erde, hob seine rechte Hand auf zum Himmel und schwor bei dem, der da lebt von Ewigkeit zu Ewigkeit […]: Es soll hinfort keine Zeit mehr sein, sondern in den Tagen, wenn der siebente Engel seine Stimme erheben und seine Posaune blasen wird, dann ist vollendet das Geheimnis Gottes…

## Sätze
| Titel                                                            | Deutsche Übersetzung | Instrumentierung                                              |
| ---------------------------------------------------------------- | --- | ------------------------------------------------------------- |
| Liturgie de cristal                                              | Kristallene Liturgie | Quartett: Violine, Klarinette, Violoncello, Klavier           |
| Vocalise, pour l’ange qui annonce la fin du temps                | Vokalise für den Engel, der das Ende der Zeit verkündet | Quartett: Violine, Klarinette, Violoncello, Klavier           |
| Abîme des oiseaux                                                | Abgrund der Vögel | Solo: Klarinette                                              |
| Intermède                                                        | Zwischenspiel | Trio: Violine, Klarinette, Violoncello                        |
| Louange à l’éternité de Jésus                                    | Lobpreis der Ewigkeit Jesu | Duo: Violoncello, Klavier                                     |
| Danse de la fureur, pour les sept trompettes                     | Tanz des Zorns für die sieben Trompeten (gemeint ist hier die Salpinx aus dem griechischen Urtext der Apokalypse, im Französischen als trompette, im Deutschen gemäß Martin Luthers Bibelübersetzung meist als Posaune übersetzt) | Quartett: Violine, Klarinette, Violoncello, Klavier (unisono) |
| Fouillis d’arcs-en-ciel, pour l’ange qui annonce la fin du temps | Wirbel der Regenbögen für den Engel, der das Ende der Zeit verkündet | Quartett: Violine, Klarinette, Violoncello, Klavier           |
| Louange à l’immortalité de Jésus                                 | Lobpreis der Unsterblichkeit Jesu | Duo: Violine, Klavier                                         |

## Bearbeitungen
Der Komponist und Dirigent Clytus Gottwald bearbeitete den 5. Satz Louange à l’éternité de Jésus für gemischten Chor zu 19 Stimmen und verwendete dazu einen Text aus Messiaens Trois petites Liturgies de la présence divine.